# Piero Gilardi
Pour les articles homonymes, voir Gilardi.
Piero Gilardi, né le 3 août 1942 à Turin et mort le 5 mars 2023, est un artiste contemporain italien.

## Biographie
Piero Gilardi est un artiste qui utilise la sculpture, le dessin, l’installation et la performance. Il commence sa carrière en Italie dans les années 1960  et expose dès 1967 à la galerie Sonnabend à Paris. Cofondateur de l'« Arte Povera  », il prône un « art habitable » et émotionnel, inséparable de la vie. Cet art doit être également « micro-émotif », c’est-à-dire en interaction permanente entre l’individu et son environnement.
Il réalise en 1963 une première exposition intitulée « Machines du futur » (Macchine per il futuro) dans laquelle il crée une installation anti-esthétique et ayant pour origine le dadaïsme. Il réalise un diaporama technoscientifique prenant pour thématique la civilisation cybernétique du futur.
Il se fait connaître dès 1964 avec ses « Tapis-Nature » des sculptures posées au sol ou accrochées au mur représentant des morceaux de paysage. Ces sculptures sont réalisées en mousse polyuréthane. Sorte de tableaux-reliefs dont l’aspect artificiel est revendiqué par l’artiste, les Tapis-Nature participent à la reconnaissance internationale de Gilardi.
Sa conscience écologique s’est éveillé dit-il après avoir vu une rivière de Turin remplie de déchets et de plastiques : « Alors, je me suis dit qu’il fallait que je prépare un petit morceau de rivière, avec ses galets, propre et confortable ! » Quelque temps après la réalisation de ses premiers Tapis natures Gilardi apprend que sa technique est très polluante.
« J’ai créé les Tapis-Nature en 1965 en les pensant comme les exemples de la décoration intérieure de la « cellule individuelle d’habitation » cybernétique, présentée lors de l’exposition Machines du futur. En réalisant les premiers Tapis-Nature, j’ai emprunté à Claes Oldenburg sa poétique sensorielle du « soft » mais, pour moi, la mousse en caoutchouc avait surtout pour fonction d’accueillir et d’interagir avec le corps. »
Piero Gilardi a arrêté sa production artistique durant 12 ans, dans le but de se consacrer à un art relationnel et à des actions militantes. Il fait le choix de ne plus produire d’objets d’art destiné à la marchandisation. Il s’intéresse alors à l’interaction du corps et du public, l’art devait pour lui entrer en contact direct avec le spectateur. Adepte d'une écologie sociale et artistique, il fonde en 2008 le Parc d'art vivant de Turin.
Il fait un retour à la production artistique depuis les années 1980, en racontant son parcours artistique-idéologique dans un texte intitulé Dall'arte alla vita, dalla vita all'arte :  Piero Gilardi a écrit deux ouvrages témoins de ses réflexions et recherches sur l’art : le premier en 1981 intitulé Dell’arte alla vita, dalla vita all’arte concerne la révolution culturelle et sociale de 1968 et ses effets durant les années 1970. Le second livre s’intitule Not for Sale – À la recherche de l’art relationnel 1982-2000.
1987 il est le président de l’association Ars Technica liée à la Cité des Sciences et de l'Industrie regroupant des philosophes, des artistes, des scientifiques tels que  Jean-Marc Levy-Leblond, Claude Faure, Jean-Louis Boissier,  Piotr Kowalski, Sara Holt,  Jean-Max Albert, Jean-Claude Mocik, autour des relations entre l’art et les nouvelles technologies.
La plus grande partie des travaux récents de Gilardi est axées sur le sujet c'est-à-dire l'interaction entre l'œuvre et le spectateur. Entre les différentes créations, citons l'installation Pulsations qui met en scène visuellement le battement cardiaque de l'observateur de l'œuvre; Absolut, forêt de matériaux synthétiques, translucides et froids ou encore Shared emotion, qui propose à deux spectateurs une expérience informatique interactive, en les rapportant aux nouvelles modalités d'approche et d'échange dans la société virtuelle et globalisée.
L'artiste a  élargi sa pratique au dessin et aux installations interactives multimédia, et exposé au Nottingham Contemporary (2013), au CCC-Centre de création contemporaine de Tours (2010) et à la Semiose galerie (2009). Son œuvre est conservée dans les collections françaises (MNAM- Centre Pompidou, FNAC, FRAC) et étrangères (Galleria Civica of Modern Art and Contemporary à Turin, MAMCO à Genève, Moderna Museet à Stockholm, Musée Tamayo à Mexico, MoMA à New York etc.).

## Expositions personnelles (sélection)
- 2017 : Nature forever, MAXXI, Rome
- 2016 : May days in Turin, GAM Galleria d’Arte Moderna, Turin
- 2014 : Piero Gilardi - Mezzo secolo di ecologia della mente, Guido Costa Projects, Turin
- 2013 : Collaborative effects, Nottingham Contemporary, Nottingham (UK) ; Percorsi di Natura, Galleria Paola Verrengia, Salerno (I) ; Piero Gilardi, PAV / Parco Arte Vivente, Turin
- 2012 : Collaborative effects, 1963 - 1995, Van Abbemuseum, Eindhoven, (NL) ; Nottingham Contemporary, Nottingham (GB) ; Effeti Colaborativi, Castello de Rivoli, Turin
- 2010 : Leçon de Choses, CCC, Tours (FR) ; Galleria Russo, Roma, Milan
- 2009 : Semiose galerie, Paris (FR) • Marine delle Canarie, Galleria Colossi, Brescia
- 2008 : Il suono della natura, Galleria d’Arte Moderna, Modène (I) • Opere storiche, Galleria Biasutti & Biasutti, Turin
- 2007 : Non luogo e nostalgia dell’Eden, Galleria Chiostro Arte Contemporanea, Saronno
- 2006 : Interdipendence, Civic Galleria of Modena (I) • Natura ricreata, Galleria Russo, Rome
- 2005 : Bianca natura, Biasutti & Biasutti Gallery, Turin (I) • Un percorso di natura, Galleria Santo Ficara, Florence
- 2003 : Flower Power, Musée d’art Moderne, Lille (FR) • Il giardino di Dionisio, Galleria Biasutti & Biasutti, Turin (I) • Giardini, Galleria Vinciana, Milan
- 2001 : Scoglio Lunare, Galleria Cristiani-Pron, Paris (FR) • Scoglio Bretone, Galleria Astuni, Pietrasanta (I) • Acqua Virtuale, Galleria II Vicolo, Gênes
- 1999 : Piero Gilardi - anthological exhibition, Loggetta Lombardesca, Ravenne
- 1997 : Elements, Galleria B&D, Milan (I) • Natura umbra, Galleria Ronchini, Terni (I) • Paesaggi sonori, Galleria Dialoghi, Biella (I) • Paesaggi sonori, Galleria Altri lavori in corso, Rome
- 1996 : Opere multimediali, Galleria Santo Ficara, Florence (I) • Hortus conclusus, Galleria Ciocca e Raffaelli, Milan
- 1991 : Inverosimile, Sperone Westwater Gallery, New York (USA) ; Galerie Di Meo, Paris (FR) ; Studio d’Arte Raffaelli, Trento
- 1990 : Galleria II Campo, Rome (I) ; Galleria Santo Ficara, Florence (I) ; Salone Villa Romana, Florence (I) ; Galleria Civica d’Arte Moderna of Trento
- 1989 : Project Ixiana, Musée des Arts Decoratifs, Paris (FR) ; Falchi e colombe, percorso della scultura, Milan (I) ; Stop Pollution, Studio Marconi, Milan (I) ; Galleria Toselli, Milan
- 1987 : Galerie Lucien Bilinelli, Brussels (BE) ; Galleria Eva Menzio, Turin (I) ; Galleria Giuli, Lecco (I) ; Galleria dei bianchi nuovi, Rome
- 1986 : I Gilardi, Museo Comunale, Mendrisio (I) ; Galleria Pio Monti, Rome (I) ; Galleria Seno, Milan
- 1985 : 1963-85, 20 years of research, Palazzo dei Diamanti, Ferrara
- 1984 : Gallery Toselli, Milan (I) ; Animazione urbana, Centro Internazionale di Brera, Milan
- 1982 : Tappeti natura, Galleria Persano, Turin
- 1979 : Galleria Serre Ratti, Côme
- 1976 : Galleria E, Bolzano (I) • Galleria la Nuova Citta, Verone
- 1975 • Galleria la Nuova Citta, Brescia
- 1974 : Tappeti natura, Plura Gallery, Milan
- 1967 : Tappeti natura, Ileana Sonnabend Galerie, Paris (FR) , Tappeti natura, Fischbach Gallery, New York (USA) ; Galerie Zwirner, Cologne (D) ; Galerie Neuendorf, Hambourg (D)
- 1966 : Tappeti natura, Sperone Gallery, Torino
- 1963 : Macchine per il futuro, Galerria L’immagine, Torino (I) Circolo dell’Associazione Partigiani Autonomi del Piemonte, Turin
- 1959 : Galleria Cassiopea, Turin

## Expositions collectives
- 2013 : Archeologia[11], 40mcube, musée des beaux-arts de Rennes, musée de géologie de l'université de Rennes 1, Frac Bretagne, Rennes. Commissariat : 40mcube

## Collections
Les œuvres de Piero Gilardi sont présentes dans les collections suivantes :
- FDAC de l'Essonne, Chamarande (FR)
- FNAC Paris (FR)
- FRAC Basse-Normandie, Caen (FR)
- FRAC Nord-Pas-de-Calais, Dunkerque (FR)
- FRAC Poitou Charentes, Angoulême (FR)
- FRAC Limousin, Limoges (FR)
- FRAC Aquitaine, Bordeaux (FR)
- Cité des Sciences et de l’Industrie, Paris (FR)
- Giorgio Morandi Foundation, Bologne (I)
- Galleria Civica of Modern Art and Contemporary of Torino (I)
- Galleria Civica d’Arte Moderna of Milan, Milano (I)
- Museo d’Arte Contemporanea L. Pecci, Prato (I)
- Museum Hedendaagse, Gent (BE)
- MAMCO-Musée d’Art Moderne et Contemporain, Genève (CH)
- Museum fur Gegenwartskunts, Karlsruhe (D)
- Museum Moderner Kunst Stiftung Ludwig Wien (A)
- Moderna Museet, Stockholm (SK)
- Russian Museum, Saint-Pétersbourg (RU)
- Museo Rufino Tamayo, Mexico (MEX)
- Museum of Modern Art, New York (USA)
- Ludwig Foundation, Vienne (A)

## Publications
- Piero Gilardi, édité par Benoît Porcher, textes d'Andrea Bellini, Charles Esche, Zürich/Dijon, JRP|Ringier Kunstverlag/Les Presses du réel, 2012, 144 p.  (ISBN 978-3-03764-242-9)
- Piero Gilardi, Petit manuel d’expression avec la mousse de polyuréthane, les presses du réel, 2013, 24 p.  (ISBN 978-2-84066-634-9)
- Piero Gilardi, opere storiche 1964 - 1969, biasutti & biasutti, 2008.
- Piero Gilardi, Interdipendenze/ Interdependance, Silvana Editoriale, 2006, 128 p.  (ISBN 88-366-0703-9)
- Not for Sale, Les presses du réel, 2002, 224 p.  (ISBN 978-2-84066-079-8)
- Gilardi, Galerie Di Meo, 1991.
- Dall’Arte alla vita, dalla vita all’arte, Prints etc., Paris, 1982, 130 p.